# Raisons et Sentiments
Pour le roman de Jane Austen, voir Raison et Sentiments.
Raisons et Sentiments est le sixième épisode de la saison 1 de la série télévisée Angel.

## Synopsis
Kate demande l'aide d'Angel pour arrêter Tony Papazian, un gros bonnet de la Mafia suspecté de meurtre mais les méthodes qu'elle a employé permettent à Lee Mercer, un avocat de Wolfram & Hart, de s'arranger pour que toute la brigade suive un stage d'entraînement à la sensibilité. Le stage commence le lendemain et son instructeur, Allen Lloyd, semble très doué pour pousser les policiers à se livrer et à épancher leurs sentiments, s'aidant pour cela d'un « bâton de parole ». Il s'agit en fait d'un sortilège, dont le but consiste à rendre tous les policiers hyper-sensibles. Le soir, Kate demande à Angel de l'accompagner au pot de retraite de son père, Trevor, qui a lieu dans un bar. Kate fait un discours à cette occasion et se laisse entraîner par ses sentiments, abordant des sujets très personnels et gênants pour son père. Les policiers présents ont de fortes réactions émotionnelles à ce discours et Angel, qui se doute de quelque chose, va trouver Lloyd après avoir confié Kate à Doyle et Cordelia.
Angel confronte Lloyd mais celui-ci le touche avec son bâton de parole pendant que Kate échappe à Doyle et Cordelia pour retrouver son père. En arrivant au poste de police, elle trouve tous ses collègues dans des états émotionnels intenses. Angel, touché à son tour par le sortilège, retrouve Doyle et Cordelia et tous trois partent retrouver Kate pendant que Papazian profite de la confusion qui règne au poste pour se libérer de sa cellule et s'emparer d'une arme à feu. Il s'apprête à tuer Kate mais Angel, toujours sous le coup de ses émotions, intervient et le neutralise avant de tomber dans les bras de Kate. Les effets du sort s'arrêtent le lendemain, les personnes touchées faisant comme s'il ne s'était rien passé. Wolfram & Hart s'intéresse de son côté de plus en plus à Angel.